# 百事超人
《百事超人》是KID开发，并于1999年3月自行在PlayStation发行的动作游戏。游戏主人公为百事的同名超人吉祥物，在游戏中他会自动前跑，玩家操控他冲刺或跳跃避开障碍物。
游戏制作预算低，示例如过关后美国男子喝百事的视频。游戏过场为3D图形，建模者打越钢太郎后来在KID担任视觉小说编剧。游戏曾计划在美国发行，但因发行权问题而未得。
评论常将本作和《古惑狼》等游戏对比，并称游戏的简单与其售价相配。在后来的回顾评论中，《Complex》称游戏“不烂”，Destructoid认为作品滑稽但不佳。据打越所称，游戏销量不高。

## 玩法
《百事超人》是一款动作游戏。游戏共分四关，每关又分为几小关。玩家每小关都需救助要喝可乐的人，比如给迫降在沙漠中的客机成员每人一罐百事。各关舞台皆改编真实地点，譬如旧金山和东京地铁。游戏视角为第三人称，百事超人会自动前跑，有时还会穿过居民的房间。玩家要操控他避开路上的障碍，比如车辆、建筑吊车、人，或是百事货车等标有企业品牌的障碍。玩家有四种动作：跑步、冲刺、跳跃、大跳。游戏中收集罐装百事可得分。
百事超人在部分关卡中，头会被鐵桶盖住，此时玩家需要反向操作，有时百事超人还会踩滑板。每关都设有多个检查站，玩家多次撞上障碍，就会从最近的检查站重新开始。玩家在每关末尾都要躲避一个障碍 ，比如巨型百事罐。两关间会播放一个美国人（由麥克·巴特斯飾演）喝百事、吃薯条披萨、看电视的视频。

## 背景与开发

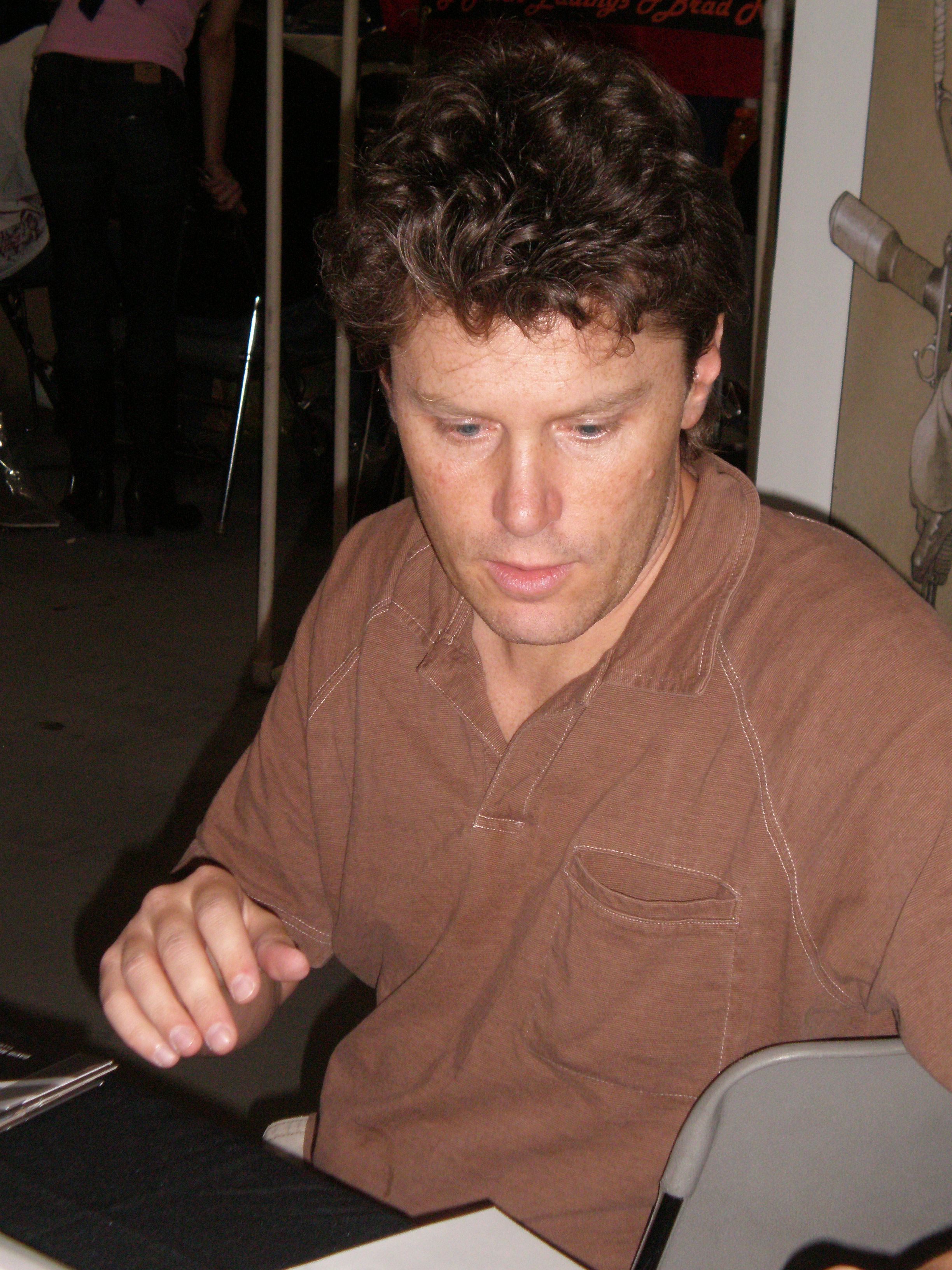
特拉维斯·沙雷

《百事超人》的主角为百事同名吉祥物，由漫画家特拉维斯·沙雷为百事日本部门所绘。此角色现身于日本广告，以及日版《格斗之蛇》游戏，并在日本获得名气。百事决定借电子游戏，继续宣传角色。
《百事超人》由日本游戏开发商KID制作。这是一款低预算游戏，故采用美国人喝百事的低成本动画。游戏亦有3D剧情画面，建模者为打越钢太郎，后来的KID视觉小说编剧。这是打越的首个项目；他原先受雇电子化图版游戏，但最后转为制作《百事超人》，在他1998年加入KID时，游戏已经进入制作。KID于1999年3月4日在日本PlayStation上发行，美国发行商曾设法拿到当地发行权，但最终未果；然而游戏为纯英文而非日文。打越称游戏销量不佳。

## 评价
《Fami通》为游戏打出25/40分。杂志称游戏“超级简单”，不过谁都可以游玩；游戏系统是“使坏的半成品”，并相当于《追赶跑跳蹦》和《送报员》的3D版。杂志称游戏舞台多样但内容，并提到2,800日元的售价很吸引人。西方评论的意见相似。IGN在评论比较了本作和《古惑狼》，称本作系统“简单、方式死记硬背”，同时游戏会因“前述的极怪事实”而被记住。网站称游戏不坏，低廉的售价物有所值。GameSpot的杰姆斯·米尔克把游戏称作“一流的消遣小品”，游戏系统基本等于“前年的老派游戏潮”。他也称游戏廉价，但认为进口货难寻。
Destructoid的Allistair Pinsof在2011年评论称，游戏结合了《送报员》的复杂与《肌肉进行曲》的步速，并将之与《古惑狼》的系统对比。他称游戏融入了“如此美妙的新手法、美妙的景观”，很难让人不喜欢；他还称游戏的“极端愚蠢”是玩它的主因，游戏被美国“迷了心窍”——以清不清醒都不自知的方式，把美国人描绘成“不卫生的乡巴佬”。他总结道，游戏滑稽却不佳，因为荒谬的大前提、大量小细节，这款游戏“讨喜的脑残”。《Complex》的Justin Amirkhani在2013年，将游戏列入“不烂的”公司品牌游戏榜单，他称游戏画面虽然过时，但其机制类似于《神庙逃亡》这款最最爱的iOS游戏。他称只要能忍受游戏里的大量广告，《百事超人》对手疾眼快者来说不算烂；他认为《百事超人》是多到“每秒一个Logo”的广告游戏。